# Zakład Usług Informatycznych Otago
Zakład Usług Informatycznych Otago sp. z o.o. – polskie przedsiębiorstwo informatyczne, z siedzibą w Gdańsku, wchodzące w skład grupy kapitałowej Asseco, specjalizujące się w tworzeniu i wdrażaniu oprogramowania wspomagającego pracę urzędów administracji samorządowej.
Sztandarowym produktem spółki jest Zintegrowany System Wspomagania Zarządzania Miastem OTAGO (System OTAGO), składający się z kilkudziesięciu współpracujących ze sobą aplikacji, które są zestawiane w jeden zintegrowany system według potrzeb i wymagań klienta. W czerwcu 2022 roku z Systemu OTAGO korzystało 164 klientów, w tym znaczna część dużych polskich miast, natomiast zaprojektowaną przez firmę elektroniczną platformę komunikacji miasta z mieszkańcami (dostęp do szeregu e‑Usług oraz sprofilowanych informacji) wdrożyło ponad 400 jednostek samorządu terytorialnego w Polsce. 